# Firehouse
«Firehouse» es una canción de la banda estadounidense de hard rock Kiss lanzada en su álbum debut homónimo en 1974. La canción fue escrita por el guitarrista rítmico y vocalista de la banda Paul Stanley. Durante las actuaciones en vivo, el bajista Gene Simmons escupe fuego. "Firehouse" se ha mantenido en un elemento básico de conciertos y es uno de los temas clásicos de la banda.

## Antecedentes
Paul Stanley escribió la canción mientras asistía a la Escuela Superior de Música y Arte de Manhattan en Nueva York. Dijo que se inspiró en la canción "Fire Brigade" de la banda The Move. Las canciones son similares en sus coros ("Get the fire brigade" y "Get the Firehouse") y efectos de sonido en segundo plano. La canción fue realizada mientras Kiss fue Wicked Lester y es interpretada a menudo por Kiss.
"Firehouse" fue una de las primeras canciones que Kiss tocó en sus primeras apariciones nacionales, en Dick Clark ABC In Concert el 19 de febrero (el show salió al aire el 29 de marzo). Otras canciones que tocaron en el programa fueron "Nothin 'to Lose" y "Black Diamond". La banda también interpretó "Firehouse" en The Mike Douglas Show el 29 de abril. La emisión también incluyó la primera entrevista televisada con Gene Simmons.
La canción es conocida por Gene Simmons escupiendo fuego durante los conciertos. Uno de los muchos incidentes ocurridos el 31 de diciembre de 1973, en la Brooklyn Academy of Music en Nueva York, cuando la banda se estaba abriendo para Blue Öyster Cult. Gene Simmons se incendió el pelo en la primera de muchas veces.
En noviembre de 1972, Kiss (en ese entonces como un trío Stanley-Simmons, Criss), a lo largo de "Strutter" y "Deuce", interpretaron "Firehouse" al director Don Ellis de Epic Records A&R, para conseguir un contrato discográfico. Sin embargo, durante la realización de "Firehouse", la banda comienza a sonar una campana y Paul Stanley consigue un valde rojo y lo tira en Ellis, que pensaba que había un incendio real. Además, cuando se iba, el hermano borracho de Peter Criss le vomitó en el pie. Ellis dijo más tarde que fue el peor resultado que jamás había escuchado.

## Actuaciones en vivo
"Firehouse" ha seguido siendo un elemento constante en los conciertos de la banda, se realiza en casi todas las giras hasta la fecha. Se produjo un incidente durante la gira KISS Alive/35 Mundial el 9 de noviembre de 2009 en Winnipeg, cuando una bomba de concusión se incendió después de la presentación de "Black Diamond". Poco después comenzó el incendio, Gene Simmons comenzó a tocar el bajo de la canción, con toda la banda uniéndose con el tiempo. Eric Singer cantó partes de la canción y ya los otros miembros no pudieron llegar a sus micrófonos.

## Apariciones
"Firehouse" aparece en los siguientes álbumes de Kiss:
- Kiss - Versión de Estudio
- Alive! - Versión en vivo
- The Originals - Versión de Estudio
- Double Platinum - Versión de Estudio Remix
- You Wanted the Best, You Got the Best!! - Versión Alive!
- The Box Set - Demo
- Gold - Versión de Estudio
- Kiss Chronicles: 3 Classic Albums - Versión de Estudio
- Kiss Alive! 1975–2000 - Versión Alive!
- Kiss Alive 35 - Versión en vivo
- Kiss Sonic Boom Over Europe - Versión en vivo

### Versiones
- Van Halen hizo un cover de "Firehouse" junto con otras canciones de Kiss durante sus días de club.

## Personal
- Paul Stanley – Guitarra, voz
- Gene Simmons – Bajo, voz
- Ace Frehley – Guitarra
- Peter Criss – Batería, voz

### Personal adicional
- Warren Dewey - Camión de bomberos